# Останні дні
«Останні дні» (англ. The Last Days) — американський документальний фільм про трагедію угорських та закарпатських євреїв під час Другої світової війни, продюсером якого є Стівен Спілберг. Стрічку відзнято на кошти благодійного фонду "Шоа", заснованого Спілбергом.

## Сюжет
У стрічці — спогади п'ятьох очевидців Голокосту, серед яких колишні мешканці Закарпаття, які приїжджають на рідну землю через 50 років розлуки. Наприклад, Ірен Зісблатт народилася в селі Поляна на Свалявщині, Рене Фаєрстоун — в Ужгороді. Але вже піввіку вони громадяни Сполучених Штатів Америки. І, мабуть, не сподівалися, що колись побачать місця, де народилися та виросли.
На Закарпаття приїхали разом із дітьми. Ірен із донькою їде у рідне село, однак на місці батьківської хати тепер чийсь котедж. Дуже зворушливою натомісць є зустріч із нянею, бабцею Марійкою, що доглядала колись за маленькою Ірен. Рене також розповідає своїй доньці про пережите. Показує Ужгород — пішохідний міст, єврейський квартал, синагогу, дуже здивована змінам. На храмі вже немає величезної зірки Давида, а в середині нині зал філармонії. І нарешті отчий дім. Але там також усе перебудовано, лише хвіртка залишилася та сама. Зачинена.
У фільмі також розповідь про події березня 1944 року, коли війська СС прибули в Угорщину та Закарпаття, аби впродовж шести тижнів реалізувати одну з найкривавіших акцій в історії людства. За цей період у концтабір Аушвіц було вивезено 438 000 угорських євреїв, з яких більша частина загинула вже у перші дні.